# Together Forever
“Together Forever”는 릭 애스틀리가 1988년 발매한 싱글이다. 스톡 에이트켄 워터맨(Stock, Aitken & Waterman)이 프로듀싱 및 작사·작곡을 맡았다. 1988년 발매된 후 6월 18일 빌보드 핫 100 차트에 1위에 오르는 등 음악적으로도 성공을 거두었다. 